# Eeshoke Chula Chula Football Club
El Eeshoke Chula Chula Football Club es un club de fútbol de Namibia localizado en el pueblo de Eeshoke, cerca de Oshikango en la región de Ohangwena, que participa en la Premier League de Namibia, la liga de fútbol más importante del país.

## Nombre
El nombre del club procede de un grito de guerra okutyuulwa "To tyuulwa keeshoke", que se ha anglicizado como "chulachula". El nombre del pueblo, Eeshoke, deriva de una especie de hierba alta y afilada que es común en la zona.

## Estadio
El Eeshoke Chula Chula FC juega actualmente sus partidos como local en el Estadio de la Independencia de Oshakati, hasta que finalice la construcción del Estadio Eenhana, en Eenhana, la capital de la región.

## Historia
El club se formó de manera informal como un pequeño equipo de pueblo en 1995. Entró en la Tercera División en 1998. En 2001, el club había alcanzado la Segunda División de Ohangwena. Entre 2001 y 2013, el club osciló entre la Segunda y la Tercera División. Chula Chula dio un gran salto en 2013, llegando a la final de la FA Cup de Namibia, cayendo finalmente por 0-8 ante Orlando Pirates. El club regresó a la Primera División en 2018 tras una campaña invicto en la tercera división. Sin embargo, los problemas financieros y la pandemia de COVID-19 provocaron una larga ausencia del fútbol organizado que comenzó en Namibia antes de la temporada 2019.
El Chula Chula FC fue campeón de la Primera División del Noreste cuando el fútbol organizado regresó a Namibia para la temporada 2022/2023, lo que le valió el ascenso a la Premier League de Namibia por primera vez. Debido a su popularidad como "el equipo del pueblo", el club firmó un contrato de patrocinio de tres años con PstBet por valor de 1,8 millones de dólares namibios al año.
En septiembre de 2023, el club jugó su primer partido en la máxima categoría, con una victoria por 2-1 sobre el Mighty Gunners en su estadio, el Estadio de la Independencia de Oshakati. El club informó de que había vendido 17.275 entradas en el estadio de 8.000 localidades, un nuevo récord de asistencia en la liga. El récord anterior, de 7.000 espectadores, se mantenía desde 2013. El club permaneció invicto durante los cinco primeros partidos de la temporada y ocupaba el cuarto puesto en la clasificación de la liga en ese momento. Durante ese periodo, el Chula Chula empató 1-1 con el vigente campeón, el African Stars, ante 38.000 espectadores. El club siguió atrayendo a multitudes durante la temporada.
El Chula Chula ganó la 9.ª edición de la Copa Dr. Hage Geingob, derrotando al African Stars en el Estadio de la Independencia de Windhoek. En el proceso, el Chula Chula se convirtió en el primer club en ganar la competición durante su primera participación. Los aficionados votaron a los dos clubes participantes, eligiendo al Chula Chula y al African Stars después de que ambos clubes empataran 1-1 a principios de esa temporada.